# سيمون موراي
سيمون موراي (بالإنجليزية: Simon Murray)‏ (15 مارس 1992 بدندي في المملكة المتحدة - ) هو لاعب كرة قدم بريطاني في مركز الهجوم. لعب مع دندي يونايتد وDundee Violet F.C. ‏ ونادي مونتروز لكرة القدم وDownfield F.C. ‏ ونادي اربوراث وTayport F.C. ‏.

## وصلات خارجية
- سيمون موراي على موقع قاعدة بيانات كرة القدم.إي يو (الإنجليزية)
- سيمون موراي على موقع Soccerbase.com (لاعب) (الإنجليزية)
- سيمون موراي على موقع Soccerway.com (الإنجليزية)
- سيمون موراي على موقع عالم كرة القدم.نت (الإنجليزية)